# (35732) 1999 GL8
1999 GL8 (asteroide 35732) é um asteroide da cintura principal. Possui uma excentricidade de 0.17407140 e uma inclinação de 5.03740º.
Este asteroide foi descoberto no dia 9 de abril de 1999 por LONEOS em Anderson Mesa.